# Грдзелвелебі
Грдзелвелебі (груз. გრძელველები) — село в Грузії.
За даними перепису населення 2014 року в селі проживає 7 осіб.